# Kik Messenger
Kik Messenger, vaak afgekort tot Kik, is een instant messengerdienst, ontwikkeld door het Canadese bedrijf Kik Interactive. Het gebruikt het internet om privéberichten te versturen. Ook het versturen van afbeeldingen, video's en tekeningen is mogelijk.

## Beschrijving
Kik ging eind 2010 van start en was van oorsprong bedoeld als een toepassing voor het delen van muziek. Men paste de applicatie aan, zodat vanaf dat moment alleen berichten verstuurd konden worden. In de eerste 15 dagen na de heruitgave werden ruim een miljoen nieuwe accounts aangemaakt. In 2016 maakte men bekend dat er 300 miljoen geregistreerde gebruikers zijn.
Met Kik kunnen gebruikers anoniem berichten via een alias sturen, zonder hiervoor een telefoonnummer te hoeven delen. Maar de app bevat geen end-to-end-encryptie en het bedrijf registreert alle IP-adressen van zijn gebruikers.